# Elína Tzéngko
Elína Tzéngko (en grec moderne : Ελίνα Τζένγκο, née le 2 septembre 2002) est une athlète grecque spécialiste du lancer du javelot.

## Biographie
En 2021, Elína Tzéngko remporte le titre des championnats d'Europe juniors à Tallinn, puis décroche la médaille d'argent lors des championnats du monde juniors de 2021, à Nairobi au Kenya, devancée par la Serbe Adriana Vilagoš. 
Le 31 mai 2022, à Ostrava, elle porte son record personnel à 65,40 m. Le 20 août 2022, à l'occasion des Championnats d'Europe d'athlétisme à Munich, elle bat à nouveau son record personnel et se hisse sur la première marche du podium avec un lancer à 65,81 m. Elle devient la plus jeune championne d'Europe de l'histoire du lancer du javelot,.

## Palmarès
| Date | Compétition                   | Lieu    | Résultat | Marque  |
| ---- | ----------------------------- | ------- | -------- | ------- |
| 2021 | Championnats d'Europe juniors | Tallinn | 1re      | 61,18 m |
| 2021 | Championnats du monde juniors | Nairobi | 2e       | 59,60 m |
| 2022 | Championnats d'Europe         | Munich  | 1re      | 65,81 m |
| 2023 | Coupe d'Europe des lancers    | Leiria  | 1re      | 63,65 m |
| 2023 | Championnats d'Europe espoirs | Espoo   | 1re      | 60,73 m |
| 2024 | Championnats d'Europe         | Rome    | 6e       | 59,46 m |
| 2024 | Jeux olympiques               | Paris   | 9e       | 61,85 m |

## Records
| Épreuve           | Marque  | Lieu   | Date         |
| ----------------- | ------- | ------ | ------------ |
| Lancer du javelot | 65,81 m | Munich | 20 août 2022 |

## Récompenses
- Athlète montante européenne de l'année en 2022